# Barreiras (microregio)
Barreiras is een van de 32 microregio's van de Braziliaanse deelstaat Bahia. Zij ligt in de mesoregio Extremo Oeste Baiano en grenst aan de deelstaten Goiás in het zuidwesten, Tocantins in het westen en noordwesten en Piauí in het noordoosten en de microregio's Cotegipe in het oosten en Santa Maria da Vitória in het zuiden. De microregio heeft een oppervlakte van ca. 46.939 km². Midden 2004 werd het inwoneraantal geschat op 205.082.
Zes gemeenten behoren tot deze microregio:
- Baianópolis
- Barreiras
- Catolândia
- Formosa do Rio Preto
- Luís Eduardo Magalhães
- São Desidério

Mesoregio's: Centro-Norte Baiano · Centro-Sul Baiano · Extremo Oeste Baiano · Metropolitana de Salvador · Nordeste Baiano · Sul Baiano · Vale São-Franciscano da Bahia

Microregio's: Alagoinhas · Barra · Barreiras · Bom Jesus da Lapa · Boquira · Brumado · Catu · Cotegipe · Entre Rios · Euclides da Cunha · Feira de Santana · Guanambi · Ilhéus-Itabuna · Irecê · Itaberaba · Itapetinga · Jacobina · Jequié · Jeremoabo · Juazeiro · Livramento do Brumado · Paulo Afonso · Porto Seguro · Ribeira do Pombal · Salvador · Santa Maria da Vitória · Santo Antônio de Jesus · Seabra · Senhor do Bonfim · Serrinha · Valença · Vitória da Conquista